# ديفيد آيك
 ديفيد فوغان آيك  (بالإنجليزية: David Icke)‏ (مواليد 29 أبريل 1952) كاتب إنجليزي ومقدم برامج تلفزيونية سابقاً، اشتهر بوجهات نظره بشأن ما يسميه «منظمة الصحة العالمية والسيطرة على ما حقا في العالم.» وصف نفسه بأنه المتحدث الأكثر إثارة للجدل في العالم، وقال انه هو مؤلف من 19 كتب واجتذبت العالمية التالية التي تخفض من مختلف الانتماءات السياسية. وقد دعا له 533 صفحة الأكبر في العالم السري (1999) «و حجر رشيد لالحشاشون المؤامرة»
كان آيك معروف كمقدم برنامج تلفزيوني رياضي لقناة بي بي سي والمتحدث باسم حزب الخضر، في عام 1990 عندما قال له نفسية كان المعالج الذي كانت قد وضعت على الأرض لغرض، وأنه روح العالم ذاهبا لتمرير رسائل له حتى يتمكن من تعليم الآخرين. في مارس 1991 وهو عقد مؤتمر صحفي للإعلان أنه كان «ابن للربوبية» - وهي عبارة قال في وقت لاحق وسائل الإعلام أساء فهم - والشهر التالي وقال مراسل بي بي سي عرض وغان تيري أنه سيتم قريبا وضع العالم أن دمرها المد والجزر موجات الزلازل وقال ان المعرض تتغير حياته، وتحول بينه وبين اسما مألوفا في احترام شخص الذي ضحك في كلما ظهر في العام.

## روابط خارجية
- ديفيد آيك على موقع IMDb (الإنجليزية)
- ديفيد آيك على موقع إن إن دي بي (الإنجليزية)
- ديفيد آيك على موقع ديسكوغز (الإنجليزية)
- ديفيد آيك على موقع قاعدة بيانات الفيلم (الإنجليزية)